# Wybory prezydenckie w Indonezji w 2019 roku
Wybory prezydenckie w Indonezji w 2019 roku odbyły się 17 kwietnia. O prezydenturę walczyli urzędujący prezydent Joko Widodo (popierany przez koalicję składającą się z PDI-P, Golkar, PPP, Hanura, Nasdem, PKB, PBB, PKPI, Perindo, PSI) oraz Prabowo Subianto (popierany przez koalicję Gerindra, PKS, PAN, PD, Berkarya). Były to pierwsze w historii Indonezji wybory prezydenckie, które były połączone z wyborami parlamentarnymi oraz lokalnymi.

## Wyniki
W I turze wyborów ponownie zwyciężył Joko Widodo, zdobywając 55,5% głosów.
| Kandydat         | Przynależność partyjna kandydata       | Liczba głosów | Procent głosów |
| ---------------- | -------------------------------------- | ------------- | -------------- |
| Joko Widodo      | Demokratyczna Partia Indonezji – Walka | 85 607 362    | 55,50          |
| Prabowo Subianto | Gerindra                               | 68 650 239    | 44,50          |
| Łącznie          |                                        | 154 257 601   | 100            |